# Wanås Konst

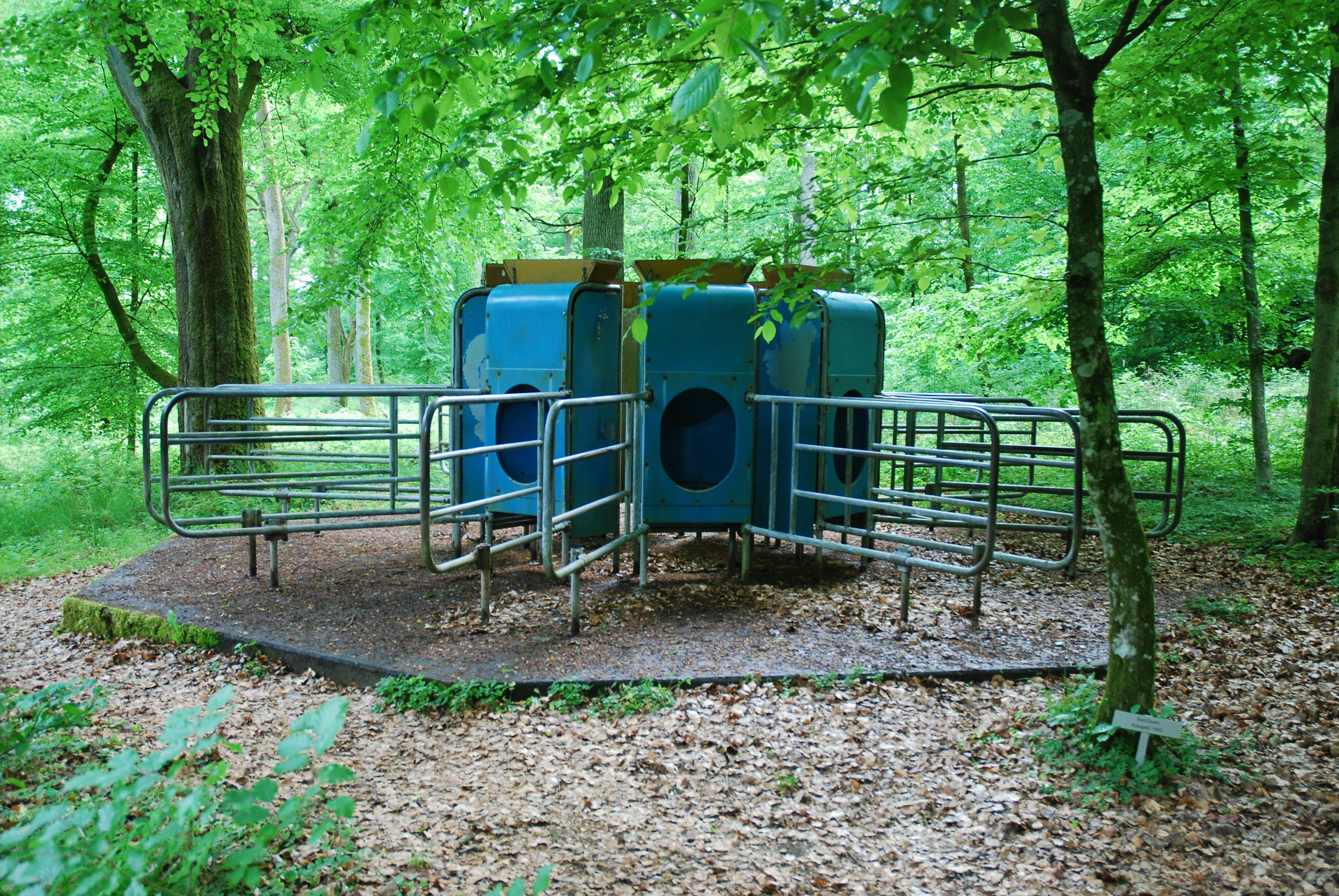
Kari Cavéns Cow Chapel

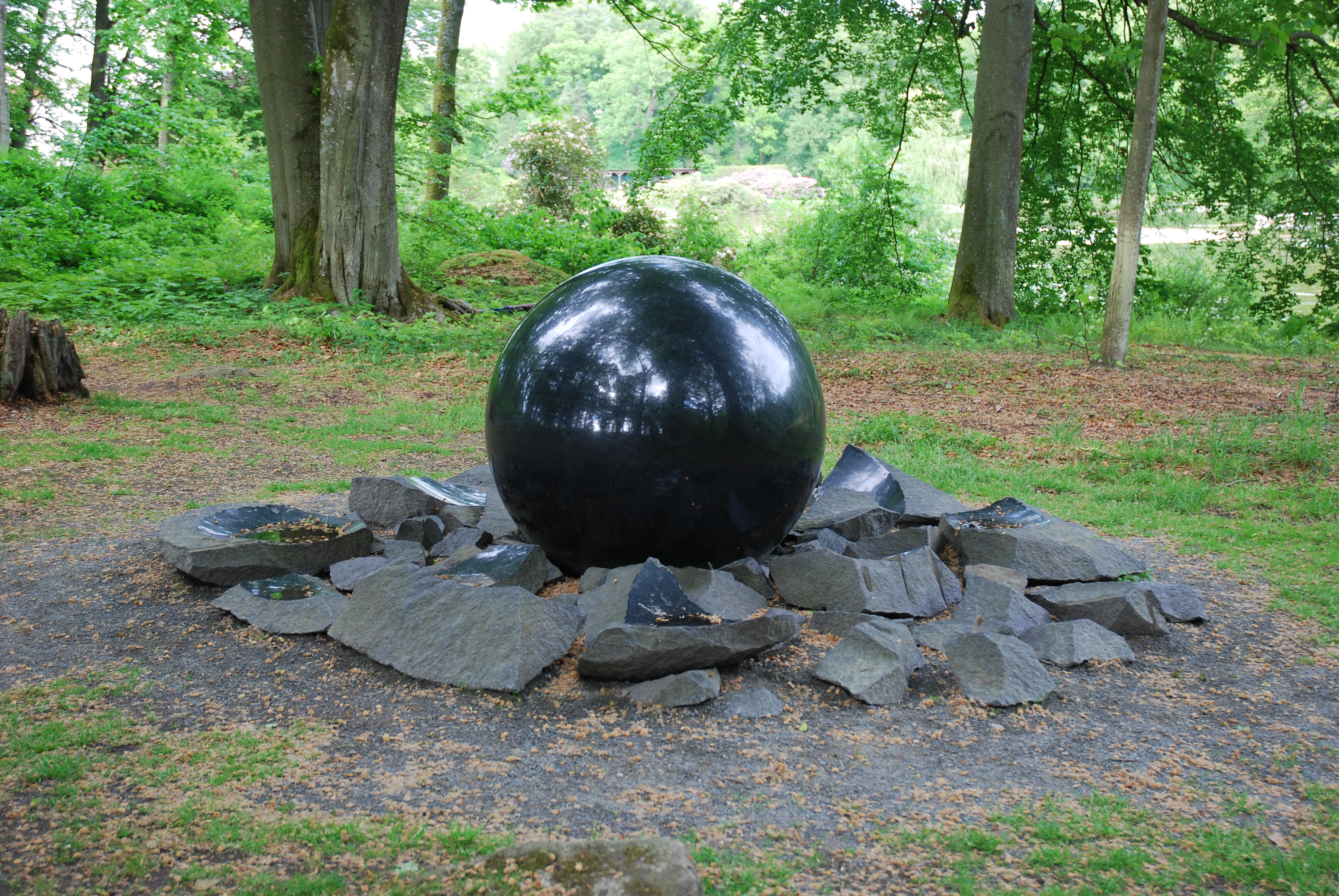
Pål Svenssons Sprungen ur

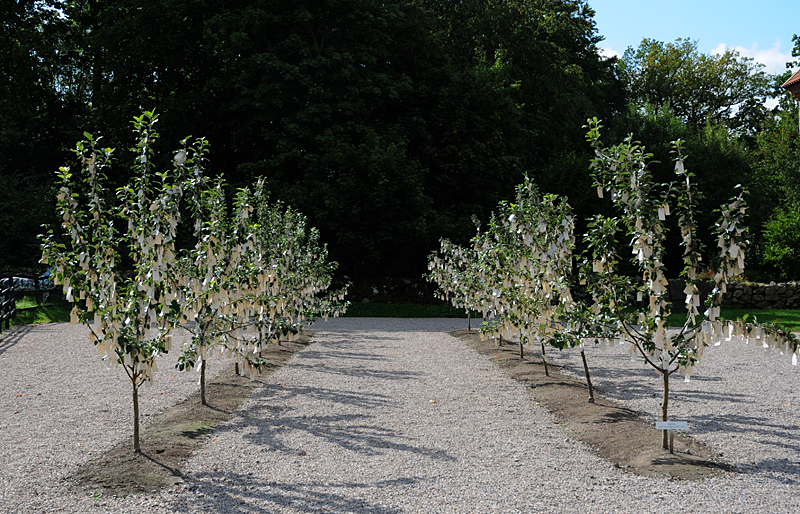
Yoko Onos Wish Tree for Wanås

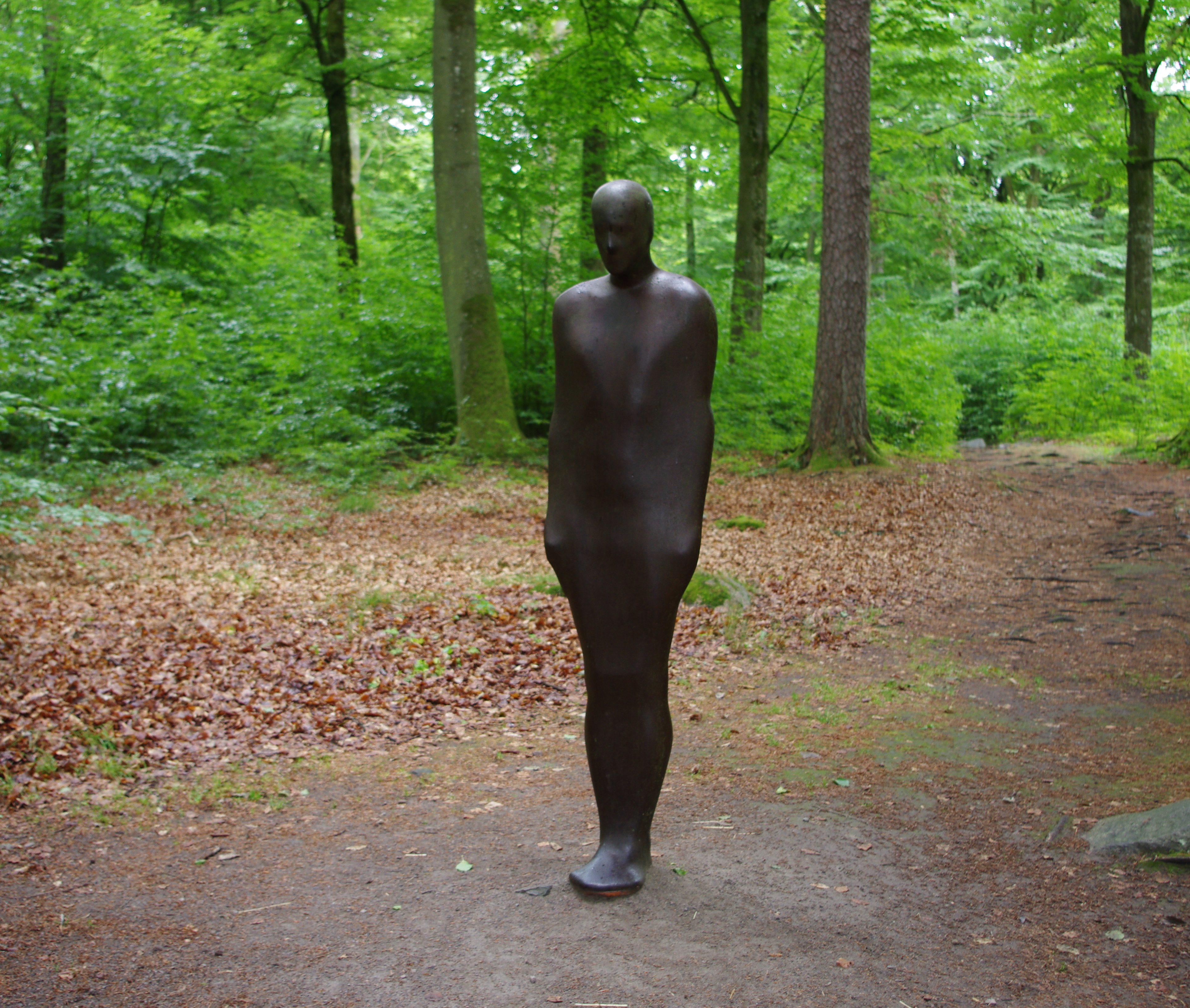
Antony Gormley Together and Apart

Wanås Konst är sedan 1987 en internationell skulpturpark och ett centrum för konst och lärande som drivs av den ideella Stiftelsen Wanås Utställningar. Utställningen ligger i anslutning till Vanås slott.. Konst visas i bokskogen vid parken och i utställningshallar i renoverade stall- och magasinbyggnader från 1700- och 1800-tal. I parken finns ett 70-tal skulpturer och installationer permanent utställda. I skulpturparken och den permanenta samlingen finns ett sjuttiotal platsspecifika konstverk i landskapet som har skapats särskilt för Wanås Konst av konstnärer, bland andra Ann Hamilton, Jenny Holzer, Yoko Ono och Ann-Sofi Sidén. Skulpturparken har årligen cirka 75 000 besök och 10 000 barn och unga deltar i pedagogiska aktiviteter såsom visningar och workshoppar.
Wanås Konst drivs av Stiftelsen Wanås utställningar, en ideell stiftelse i Östra Göinge kommun i Skåne. Den bildades på initiativ av Marika Wachtmeister, som drev utställningsverksamheten fram till 2009 och året därpå tilldelades Illis Quorum. Konstnärliga ledare är sedan 2011 Elisabeth Millqvist och Mattias Givell. Verksamheten finansieras främst genom egenintäkter och av statligt, regionalt och kommunalt stöd samt privata fonder och sponsring. Wanås Konst är medlem av European Land Art Network (ELAN).
Stiftelsen Wanås utställningar fick 2014 Dansk-svensk kulturfonds kulturpris.
Konst- och skulpturparken ligger i Wanås naturreservat som utmärks av många grova gamla ekar och bokar, däribland Snapphaneeken som är bland de största i Skåne.

## Konstverk utomhus i urval
- The little bridge (1988), diabas, av Stefan Wewerka
- Svart linje (1988), av Raffael Rheinsberg
- Gray Clam (1990), av Jene Highstein
- Pyramiden (1990), av Gunilla Bandolin
- Stigma (1991), av Gloria Friedmann
- Cow Chapel (1993), av Kari Cavén
- Wanås (1994), av Per Kirkeby
- Sprungen ur (1996), av Pål Svensson
- Parables (1998), av Allan McCollum
- The Hunt Chair for Animal Spirits (1998), av Marina Abramovic
- Imposter (1999), av Roxy Paine
- A House for Edwin Denby (2000), av Robert Wilson
- Fideicommissum (2000), brons, av Ann-Sofi Sidén
- Two Different Anamorphic Surfaces (2000), av Dan Graham
- Together and Apart (2001), gjutjärn, av Antony Gormley
- Wanås Wall (2002), av Jenny Holzer
- Jag tänker på mig själv - Wanås 2003 (2003) , Marianne Lindberg De Geer
- 11 Minute Line (2004), av Maya Lin
- Den åttonde skorstenen (2007), tegel, av Jan Svenungsson
- Façade/Billboard (2010), av Roxy Paine
- Double Dribble (2010), av Anne Thulin
- Primary Structure (2011), av Jacob Dahlgren
- Wish Tree for Wanås (2011) av Yoko Ono
- In and out (2012), av Srinivasa Prasad
- Terra maximus av Sissel Tolaas
- Modified Social Bench #11 (2012) av Jeppe Hein
- Interlettre (1984-85) av Carl Fredrik Reuterswärd
- THREE DOUBLE WALL BARS for minimal movements – Coordination Model 6 (2014) av Molly Haslund
- SWINGS – Coordination Model 2 (2002-2014) av Molly Haslund
- View Tower Wanås (2014) av Tadashi Kawamata
- I Am You (2015) av Igshaan Adams
- Ou sog tussen bome / Old sow between trees (2015) av Hannelie Coetzee
- Enticed Contemplation (2015) av Nandipha Mntambo
- In Dreams (2016) av Nathalie Djurberg & Hans Berg
- Train of Thoughts (2017) av Carolina Falkholt

## Permanenta konstverk inomhus i urval
- Svindel (2002), av Charlotte Gyllenhammar
- lignum (2002), av Ann Hamilton
- Graf Spee (2007), av Jan Håfström i samarbete med Carl Michael von Hausswolff och Juan Pedro Fabra